# Baškovce (district de Humenné)
Pour les articles homonymes, voir Baškovce.
Baškovce (hongrois : Felsőbaskócz) est un village de Slovaquie situé dans la région de Prešov.

## Histoire
Première mention écrite du village en 1410.

## Démographie

### Évolution de la population
| Année:               | 1994. | 2004.   | 2014.   | 2024.   |
| -------------------- | ----- | ------- | ------- | ------- |
| Nombre de personnes: | 438   | 426     | 427     | 388     |
| Différence:          |       | -2,73 % | +0,23 % | -9,13 % |

| Année:               | 2023. | 2024.   |
| -------------------- | ----- | ------- |
| Nombre de personnes: | 395   | 388     |
| Différence:          |       | -1,77 % |